# Андреєвка (Ніколаєвський район, Ульяновська область)
Андреєвка (рос. Андреевка) — село в Ніколаєвському районі Ульяновської області Російської Федерації.
Населення становить 396 осіб. Входить до складу муніципального утворення Славкинське сільське поселення.

## Історія
Від 2004 року входить до складу муніципального утворення Славкинське сільське поселення.

## Населення
| 2010 |
| ---- |
| 396  |